# Doris (S643)
Pour les articles homonymes, voir Doris.
La Doris  (indicatif visuel S643) est un sous-marin français de classe Daphné. C'est un sous-marin dit à hautes performances.

## Historique
Admis au service actif en 1964, la Doris a effectué toute sa carrière à la base de Toulon au sein de l'ESMED (Escadrille de sous-marins de la Méditerranée).

### Service Actif

#### Accident du 25 novembre 1966
Le 25 novembre 1966, la Doris reprend la vue au large de Toulon et entre est abordé par le pétrolier russe Stanislav. L'abordage n'a fait pas de blessés mais des dégâts importants sont à déplorer au niveau des aériens.

#### Accident du 22 octobre 1983
Le 22 octobre 1983 vers 4 h, la Doris navigue en surface à quelques nautiques du port de Sète, vers lequel elle se dirige pour une escale de routine après une période d'entraînement en mer Méditerranée, quand une explosion se produit dans le local batterie. Deux marins présents dans le compartiment au moment de l'explosion sont tués sur le coup. Cinq autres marins sont également blessés dont deux gravement, parmi lesquels figure le commandant du navire. L'explosion est provoquée par une réaction intempestive entre l'hydrogène - produit lors de la charge des batteries d'accumulateur - et l'oxygène de l'air du bord, après une succession d’incidents concernant la mesure du taux d’hydrogène et la ventilation du compartiment des batteries. L'explosion est suivie d'un incendie rapidement maîtrisé. Avisée par la préfecture maritime de Toulon alertée par radio, la gendarmerie de Montpellier dépêche un hélicoptère et hélitreuille deux blessés vers l’hôpital de Sète. Le commandant du bâtiment refuse son évacuation et assure la supervision des manœuvres de sauvetage et de sécurité jusqu'au retour du bâtiment au port de Sète que le navire rejoint par ses propres moyens.

#### Retrait du service actif
La Doris est désarmée le 18 novembre 1994, date de la dernière cérémonie des couleurs. Le 20 août 1996, elle est condamnée, puis désignée pour être réutilisée comme cible de tir.

### Perte
Le 25 juin 1999, utilisée pour un essai de tir de la nouvelle torpille MU90, la coque, qui doit être immergée à faible profondeur, est finalement coulée accidentellement, avant le tir, devant le centre d'essais de l'île du Levant (Var). Aucune personne n'était à bord au moment de l'accident.